# Entrevaux (stolica tytularna)

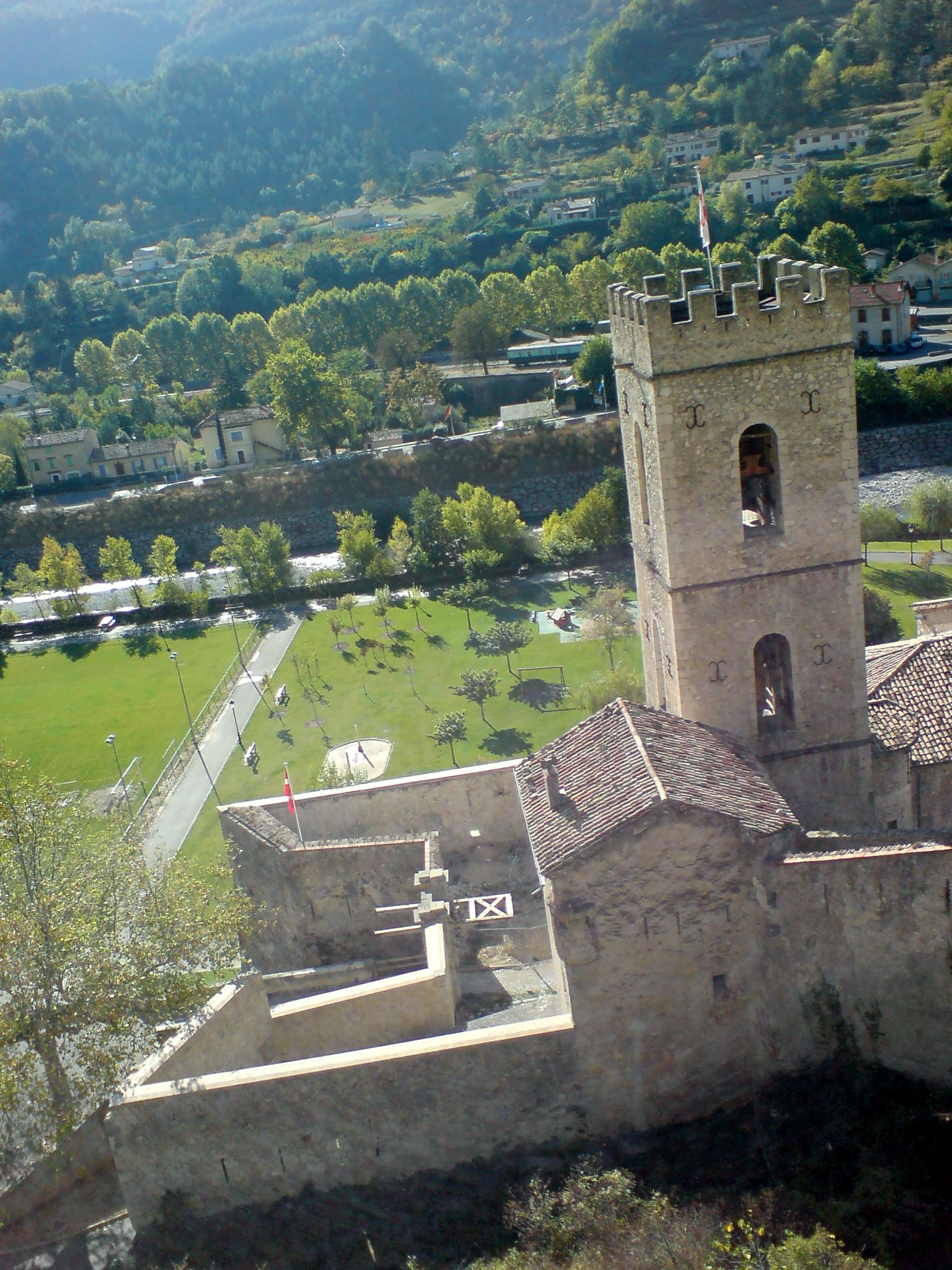
Dawna katedra diecezjalna w Entrevaux

Entrevaux (łac. Intervallensis) – stolica historycznej diecezji we Francji erygowanej w roku 400 jako diecezja Glandèves, a skasowanej w 1801. 
Współcześnie miasto Entrevaux znajduje się w regionie Prowansja-Alpy-Lazurowe Wybrzeże we Francji. Obecnie katolickie biskupstwo tytularne ustanowione w 2009 przez papieża Benedykta XVI. 

## Biskupi tytularni
| Lp. | Biskup        | Funkcja                               | Od                   | Do |
| --- | ------------- | ------------------------------------- | -------------------- | -- |
| 1   | Jean Laffitte | sekretarz Papieskiej Rady ds. Rodziny | 22 października 2009 |    |